# Pierre Laromiguière

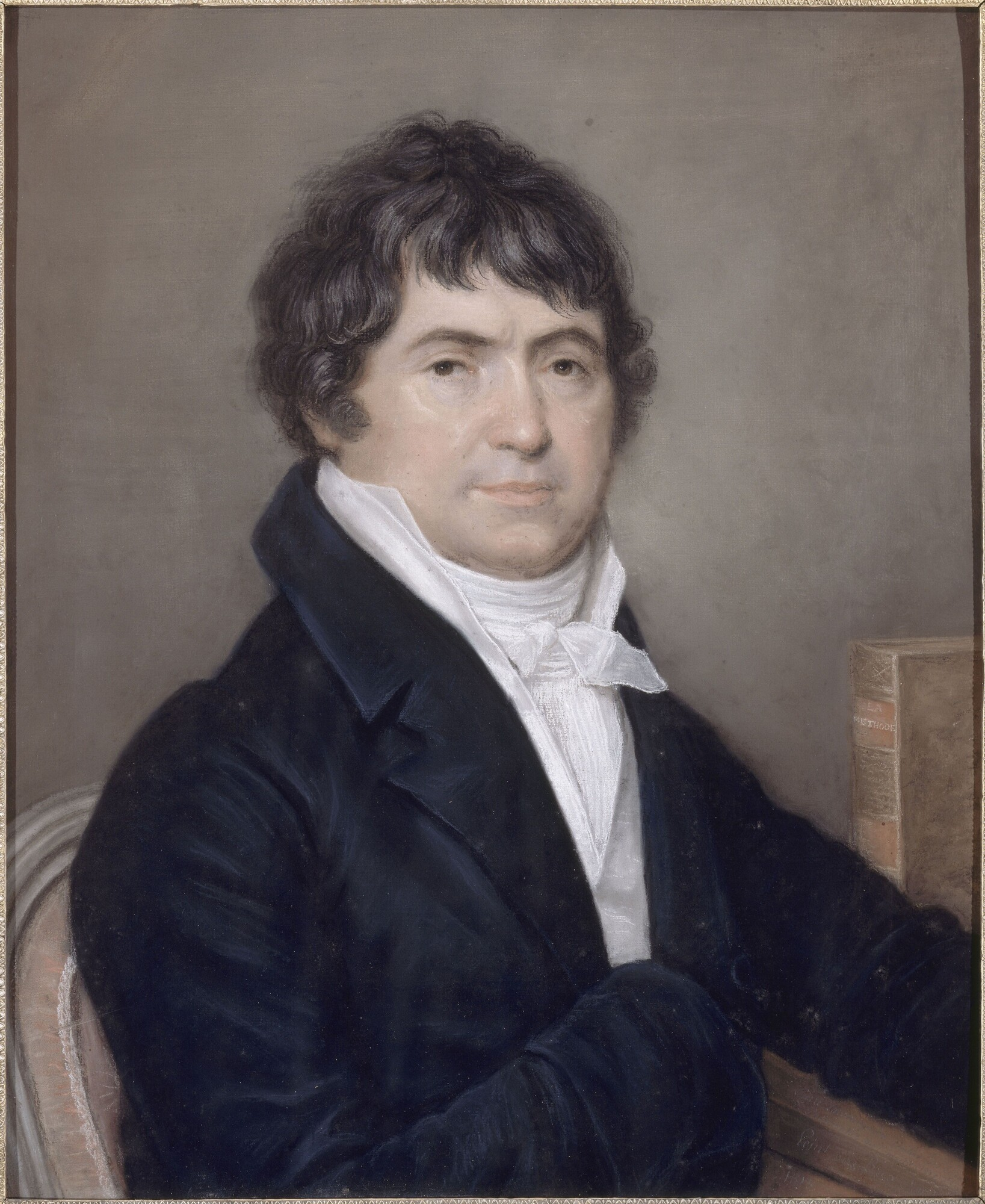
Pierre Laromiguière

Pierre Laromiguière (* 3. November 1756 in Livignac, Frankreich; † 12. August 1837 in Paris) war ein französischer Philosoph.

## Leben
Als Professor für Philosophie an der Universität Toulouse war er erfolglos und zog wegen seiner Thesen zum Schutz des Privateigentums und zu dessen Besteuerung die Missbilligung des Parlaments auf sich. Später kam er nach Paris, wo er Professor für Logik an der École normale supérieure wurde und im Prytanée Vorlesungen gab. Im Jahr 1799 wurde er Mitglied des Tribunat und 1833 der Académie des sciences morales et politiques. 1793 veröffentlichte er „Projet d’élements de métaphysique“, eine Arbeit die durch ihre Klarheit und ihren besonderen Stil gekennzeichnet ist. Er schrieb bereits vor seiner akademischen Laufbahn zwei Abhandlungen: „Les Paradoxes de Condillac“ (1805) und „Le cours de philosophie“ (1815–1818).
Laromiguières Philosophie ist eine Revolte gegen die von Cabanis und Anderen vertretene physiologische Psychologie der Naturwissenschaftler. Er unterschied zwischen solchen physiologischen Phänomenen, die zu rein physischen Ursachen zurückverfolgt werden können und den Äußerungen der Seele die ihren Ursprung in ihr selbst haben. Psychologie war für ihn weder ein Zweig der Physiologie, noch benötigte sie eine abstruse metaphysische Basis. Als Schüler von Étienne Bonnot de Condillac und in ideologischer Hinsicht in vielem Destutt de Tracy verpflichtet, hatte für ihn Aufmerksamkeit als psychisches Vermögen eine große Bedeutung. Aufmerksamkeit liefert die Fakten, Vergleichsgruppen und kombiniert sie, während der Verstand systematisiert und erklärt. Die Seele trifft eine aktive Wahl, d. h., sie ist mit freiem Willen ausgestattet und ist deshalb unsterblich.
Vor der Naturwissenschaft als Forschungsmethode hatte er keinen Respekt. Er meinte, ihre Urteile seien bestenfalls Behauptungen einer Identität und ihre sogenannten Entdeckungen seien lediglich Wiederholungen von Binsenweisheiten in neuer Form. Laromiguière war nicht der Erste, der diese Ansicht vertrat; er zollte damit Condillac, Destutt de Tracy und Cabanis Tribut. Die Genauigkeit seiner Sprache und die Reinheit seines Stils verschafften seinen Arbeiten großen Einfluss, insbesondere über Armand Marrast, Louis Cardaillac und Victor Cousin. Eine seiner Vorlesungen in der „École Normale“ beeindruckte Cousin so stark, dass er sich sofort dem Studium der Philosophie widmete. Jouffroy und Hippolyte Taine nannten ihn einen der großen Denker des 19. Jahrhunderts.
| Personendaten    | Personendaten           |
| ---------------- | ----------------------- |
| NAME             | Laromiguière, Pierre    |
| KURZBESCHREIBUNG | französischer Philosoph |
| GEBURTSDATUM     | 3. November 1756        |
| GEBURTSORT       | Livignac                |
| STERBEDATUM      | 12. August 1837         |
| STERBEORT        | Paris                   |